# حمدي مخلف الحديثي
حمدي مخلف زغير آل صكر الحديثي (1954 - ) هو قاص وناقد وفنان تشكيلي عراقي، ولد في مدينة حديثة ضمن محافظة الأنبار غرب العراق، حاصل على شهادة البكالوريوس في الإدارة والاقتصاد من الجامعة المستنصرية عام 1982، عمل في إدارة معمل للمرمر، بدأ تجربته بكتابة النقد التشكيلي، ثم بعد ذلك ألتحق بالجيش العراقي وشارك في الحرب العراقية الإيرانية ووقع أسيرًا لدى القوات الإيرانية لمدة 8 سنوات، حيث كان للحرب أثرها البارز في استمراره بكتابة القصة القصيرة، مشارك في العديد من المهرجانات الادبية، والمعارض التشكيلية، واقام عدة معارض شخصية.

## عضوية ومناصب
- عضو في جمعية التشكيليين العراقيين منذ عام 1990.
- عضو في الاتحاد العام للأدباء والكتاب في العراق منذ عام 1990.

## مؤلفاته
- مدخل لدراسة القصة القصيرة جداً في العراق.[5]
- هكذا يأتي المطر الجميل (رواية).[6]
- وحين تشرق الأرض (مجموعة قصصية).[7]
- حسين نهابة وقصائد قصيرة جداً.
- مدخل إلى الحب والجنس في شعر هادي دانيال.[8]
- جمرة إبداع لاهبة: قراءة في كتب عادل رافع الهاشمي.[9]
- بيروت.. بغداد (رواية).
- إضاءات ومحطات: قراءة في شعر سامي ندا الدوري.[10]
- القصيدة التشكيلية في شعر حميد سعيد.
- حيث كان الحضور: شعر الستينات في العراق.[11]
- مرآة لحياة وشعر هادي دانيال.
- مقتربات نقدية وتقنيات شعرية: سيرة الموسوعي سامي ندا الدوري.[12]